# Pasta fil·lo

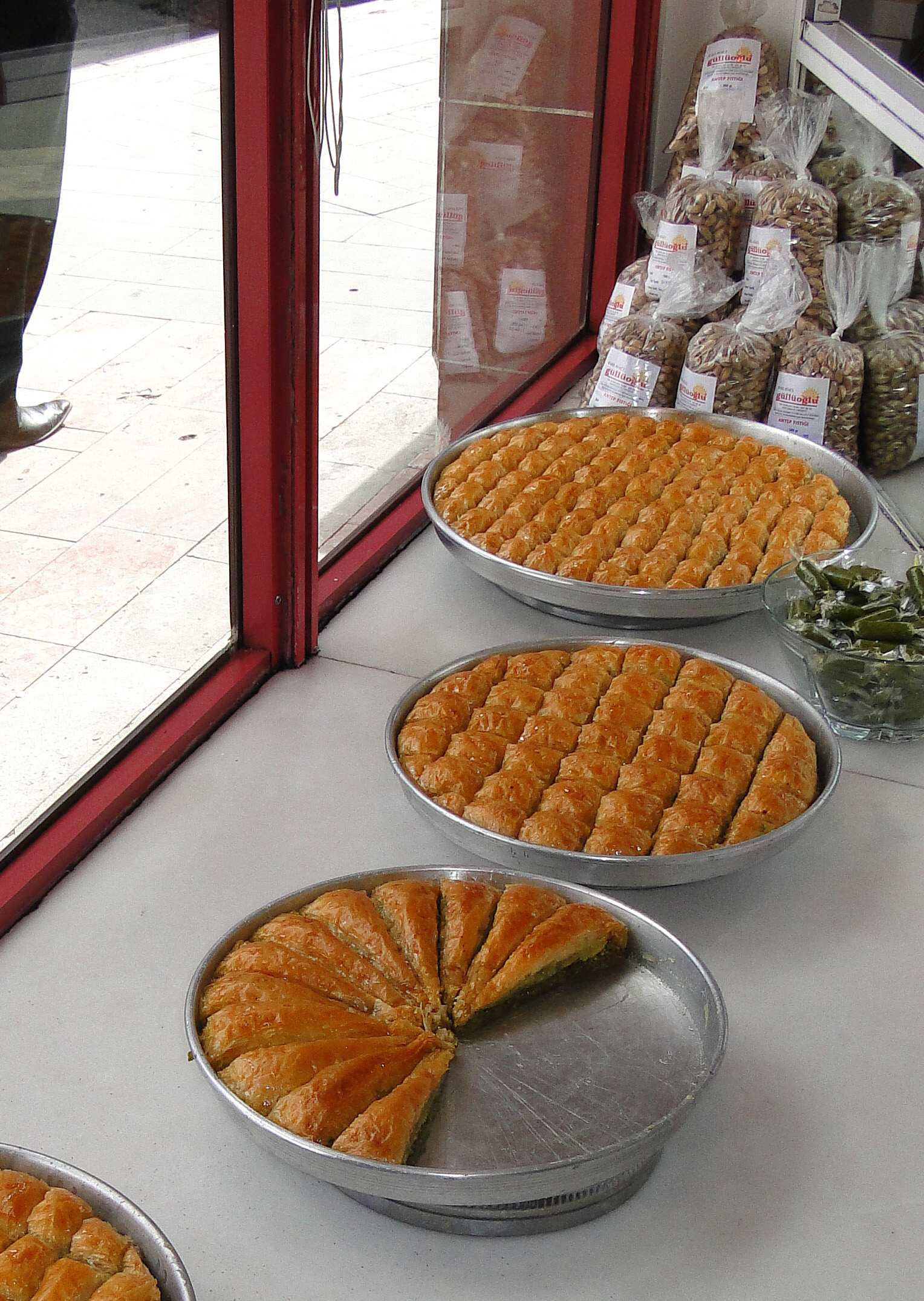
A Turquia, el baklava es fa amb pasta fil·lo "yufka"

La pasta fil·lo és una làmina molt prima de pasta que s'empra fregida o al forn, principal, tradicionalment a la Turquia (on se li diu yufka en turc), Grècia, a la cuina del Magrib i dels Balcans típicament doblegada, enrotllada, formant farcellets o formant una mena de pasta fullada, superposant diverses capes de pasta fil·lo. No és rara tampoc a la cuina d'altres països europeus, especialment a restaurants, de la darreria del segle XX ençà.
No s'ha de confondre amb el tipus de pa turc sense molla yufka.

## Etimologia
El mot fil·lo, que dona nom a aquest tipus de pasta, prové del grec φύλλο (phyllo), que significa "full".

## Ús
S'usa, per exemple, per a l'elaboració de pastissets com les baklaves o per a plats salats, com la pastilla o els briuats marroquins (també anomenats briks) o els böreks. Es fan panades amb aquesta pasta amb farciment dolços (de xocolata, amb fruites, ametlles...) o salats (de formatge, de peix, de carn, d'espinacs).
És un ingredient típic a les cuines tradicionals de l'antic Imperi Otomà i del Magreb com, per exemple, Grècia, Bulgària, Albània, el Líban, Síria, Tunísia, Algèria, el Marroc, Turquia, Bòsnia i Sèrbia.